# Henrik Larsson Sevon
Henrik Larsson Sevon, född 30 augusti 1996, är en svensk utövare av sporten ju jutsu. Han har ett flertal SM guld i sport jujutsu i viktklassen -69 kg. 
Henrik Larsson Sevonhar tränat kampsport sedan 7 års ålder i SKIFT - Sollentuna kampidrottsförening och träningscenter. Han har tävlat i både sport jujutsu och brasiliansk jiu-jitsu, BJJ. Han har tävlat både nationellt och internationellt. Han har SM-guld från 2021 och 2022 i -69. Han har senare övergått till att tävla i tyngre viktklasser. 